# Dumbshow

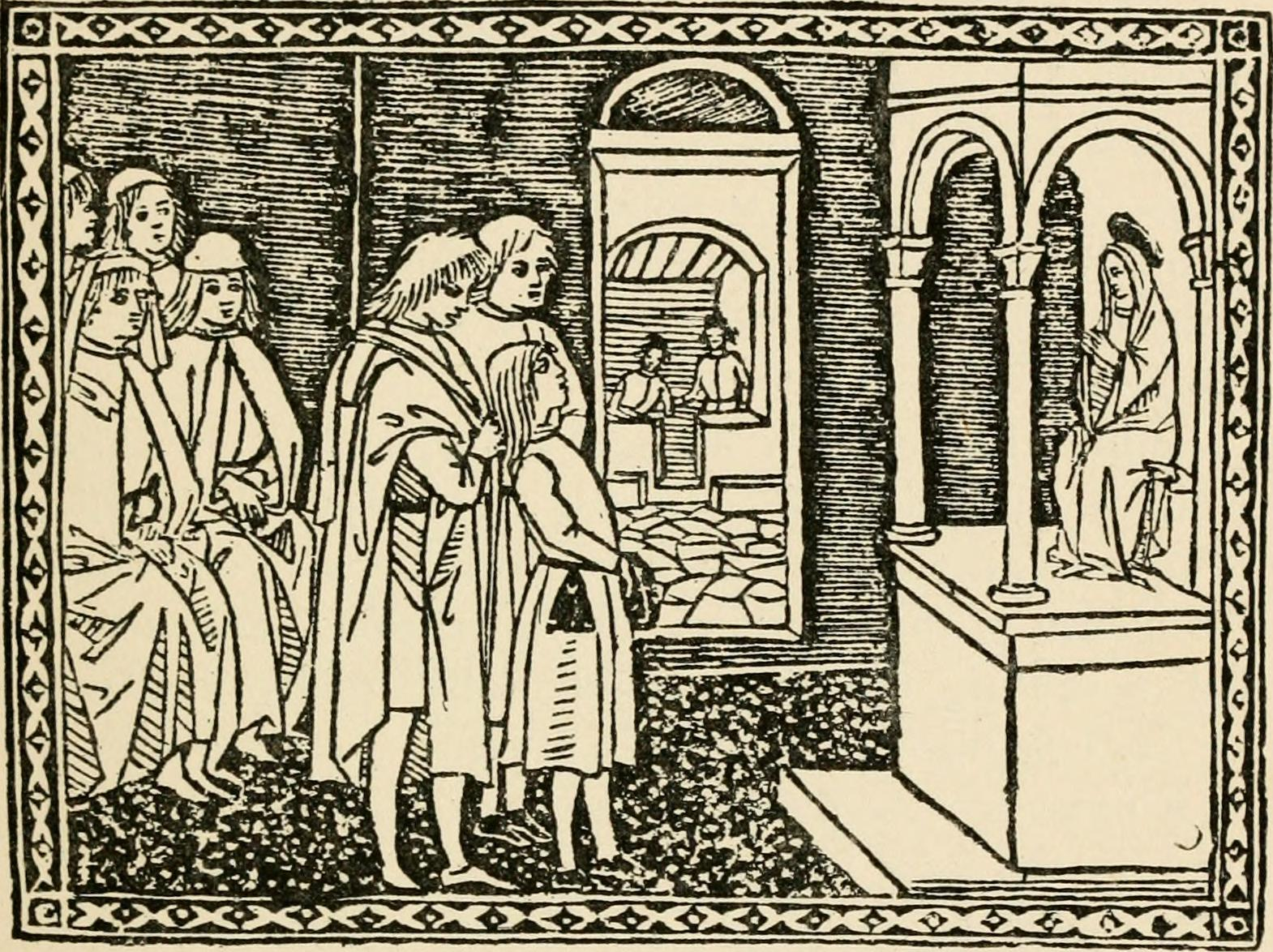
Pantomima o dumb-show

Dumbshow, anche dumb show o dumb-show (letteralmente spettacolo muto), è definito dall'Oxford Dictionary of English come "gesti utilizzati per trasmettere un significato o un messaggio senza parlare: mimo". Nel teatro la parola si riferisce in generale ad una piece drammatica mimata o, più in particolare un brano mimato all'interno di una commedia "per riassumere, integrare, o commentare l'azione principale".

## Origini
Nella Oxford Encyclopedia of Theatre and Performance, Michael Dobson scrive che il dumbshow era originariamente "un retaggio allegorico dei Morality Plays". Entrò nella moda del teatro inglese nel XVI secolo, in intermezzi che caratterizzavano "personificazioni di virtù e vizi astratti che si contendono fra di loro il modo di prefigurare e moralizzare le sorti dei personaggi della commedia ".

## Storia
Ci sono esempi in Gorboduc (1561), per il quale il dumbshow svolge un ruolo fondamentale, e ne La tragedia spagnola (1580) di Thomas Kyd, La battaglia di Alcazar (1594) e The old wives' tale (1595) di George Peele, Frate Bacone e frate Bungay (Friar Bacon and friar Bungay, 1594) di Robert Greene e l'anonimo A warning for fair women (1599). William Shakespeare utilizzò il dumbshow in Amleto, per lo spettacolo dentro lo spettacolo messo in scena dal principe Amleto e dagli attori per re Claudio. Questo, come il dumbshow della vendetta ne La tragedia spagnola, suggerisce di mimare l'azione presto per prendere il posto nel dramma principale parlato. Nella visione di Dobson il dumbshow stava diventando fuori moda già dai tempi di Shakespeare, e la maggior parte degli spettacoli muti più elaborati del drammaturgo sono in Pericle, un dramma volutamente costruito in "un linguaggio drammatico finto-medievale". Nel XVII secolo il dumbshow sopravvive come un elemento del masque di corte, e nelle tragedie giacobine di Webster e Middleton sono presenti dumbshows in episodi di masque all'interno della commedia.

## Declino ed evoluzione
Dal 1630 i dumbshow non sono più presenti nel dramma britannico tradizionale, ma sono riapparsi nelle arlecchinate, nelle pantomime e nei melodrammi del XIX secolo. Thomas Holcroft ha introdotto un personaggio muto nella sua commedia A tale of mystery (1802), e il sistema di utilizzare un muto per trasmettere fatti essenziali tramite dumbshow divenne una caratteristica normale dei melodrammi. Nel suo Dizionario dei termini letterari (pubblicato nel 1977), J.A. Cuddon elenca commedie del XIX secolo con i titoli The dumb boy (1821), The dumb brigand (1832), The dumb recruit (1840), The dumb driver (1849) e The dumb sailor (1854).
Cuddon osserva tre esempi di dumbshow del XX secolo in Le viol de Lucrece (1931) di André Obey, Aspettando Godot di Samuel Beckett (1953) e Rosencrantz e Guildenstern sono morti (1966) di Tom Stoppard.